# 维拉莫维采
维拉莫维采（波蘭語：Wilamowice，维拉莫维安语：Wymysoü）是波兰南部西里西亚省的城镇，始建于13世紀，人口約3,100人。该镇在十三世纪由波希米亚王国管治，后陆续由奥地利帝国和奥匈帝国管治。

## 外部連結
- City of Wilamowice （页面存档备份，存于） （波兰語）
- Jewish Community in Wilamowice on Virtual Shtetl

49°54′59″N 19°09′08″E / 49.91639°N 19.15222°E